# Creu des Gegant
La Creu des Gegant o Creu dels Homes és una creu de terme de Llucmajor, Mallorca, situada a l'encreuament del camí de Llucmajor al Santuari de Nostra Senyora de Gràcia i el camí vell de Montuïri, probablement per indicar el desviament cap al Santuari.
L'alçada total d'aquesta creu és de 3,11 cm i és una creu molt senzilla sense cap reminiscència estilística i iconogràfica. Està composta per una graonada octogonal de quatre graons, un fust de secció octogonal i un creuer de tipologia grega de braços rectes amb terminacions còncaves. No té capitell i en aquest sentit el fust i la creu, pròpiament dita, es troben units un amb l'altre. Fou bastida el 1772 possiblement per substituir-ne una de més antiga que s'hauria fet malbé. El seu estat de conservació és molt deficient.